# 上津村 (大分県)
上津村（こうづむら）は、大分県下毛郡にあった村。現在の中津市の一部にあたる。

## 地理
跡田川の中下流域の山間部に位置していた。

## 歴史
- 1889年（明治22年）4月1日、町村制の施行により、下毛郡折元村、跡田村、落合村が合併して村制施行し、上津村が発足[1][2]。旧村名を継承した折元、跡田、落合の3大字を編成[2]。
- 1951年（昭和26年）4月1日、下毛郡東耶馬溪村と合併し、本耶馬渓村を新設して廃止された[1][2]。

### 地名の由来
大字落合の御祖社がある字上津野による。

## 産業
- 農業、養蚕[2]